# Hyamia subterminalis
Hyamia subterminalis är en fjärilsart som beskrevs av Walker 1865. Hyamia subterminalis ingår i släktet Hyamia och familjen nattflyn. Inga underarter finns listade i Catalogue of Life.